# Marina Lommel
Marina Lommel (* 1989) ist eine deutsche Ökotrophologin, Unternehmerin und frühere Kinderdarstellerin.

## Leben
2004 spielte sie in dem Film Daniel, der Zauberer die Rolle der „kleinen Petra“.
Lommel absolvierte von 2009 bis 2014 an der TU München den BSc Studiengang Ernährungswissenschaft. Nebenbei war sie von Juli 2010 bis Juni 2015 bei Plazamedia tätig und auch vom September 2014 bis Juni 2015 beim Sender afk M94.5 aktiv. In ihrer Bachelorarbeit befasste sie sich mit dem Thema Ketogene Stoffwechsellagen und Ketogene Diäten.
Sie gründete 2015 die Start-up-Firma Foodpunk mit Sitz in Neubiberg und schrieb bislang vier Bücher. Das fünfte Buch erscheint im April 2021. Die Paleo-Community kürte Lommel 2017 zum „Health Hero des Jahres“.  2018 nahm sie auch erstmals als Speakerin beim LCHF-Kongress teil.

## Schriften
- Low Carb typgerecht. Die individuelle 30-Tage-Fatburn-Challenge Südwest-Verlag, München 2017, ISBN 978-3-517-09573-8
- Low Carb typgerecht express. 70 schnelle Schlankrezepte für Eilige. Südwest-Verlag, München 2018, ISBN 978-3-641-21483-8
- Schlank mit Keto. Der 21-Tage-Kickstart nach dem Low-Carb-Prinzip. Südwest-Verlag, München 2018, ISBN 978-3-517-09746-6
- Der Keto Kompass. Aktuelles Wissen über ketogene Ernährung, Ketone und Ketose – Wirkweisen, Anwendungen und Chancen. Systemed-Verlag, München 2018, ISBN 978-3-7423-0988-4
- Du bist, was du isst, was du denkst. Mit der richtigen Ernährung zu mehr mentaler Stärke und mehr Selbstbewusstsein. GU-Verlag, München 2021, ISBN 978-3-833-87734-6